# Ludwig Können-Horák
Ludwig Können-Horák von Höhenkampf (Vienna, 15 febbraio 1861 – Vienna, 14 ottobre 1938) è stato un generale austro-ungarico.

## Biografia
Nacque nel 1861 a Vienna e frequentò dal 1879 l'Accademia militare Teresiana a Wiener Neustadt. Nel 1882 fu assegnato come sottotenente al 18º Reggimento fanteria. Dal 1885 al 1887 frequentò la scuola militare per essere trasferito nel 1887 allo Stato maggiore. Nell'anno successivo fu promosso a tenente di Stato maggiore. Können-Horák, promosso a capitano nel 1890, rimase allo Stato maggiore fino al 1895 dove si occupò di mappatura in particolare in Transilvania presso il XIV Corpo d'armata. Nel 1895 iniziò a svolgere un anno di servizio attivo presso il 2º Reggimento Tiroler Kaiserjäger. Dal 1896 al 1900 quando fu promosso a tenente colonnello lavorò presso l'ufficio geografico militare prima di ritornare nel 1901 al servizio presso la truppa nel 2º Reggimento Landesschützen.
Nel 1904, l'anno precedente fu promosso a colonnello, seguì il suo trasferimento dall'Esercito comune alla k.k. Landwehr. Nello stesso anno fu messo a capo del 30º Reggimento Landwehr. Cinque anni dopo assunse il comando della 44ª Divisione fanteria Landwehr e nel 1910 seguì la promozione a Maggior generale. Nel 1911 fu assegnato presso il comando del XIV Corpo d'armata e nel 1913 un anno prima che scoppiasse la prima guerra mondiale fu promosso a Feldmarschallleutnant.
Allo scoppio della prima guerra mondiale nell'estate 1914 fu nominato comandante militare di Innsbruck e del cosiddetto Rayon Tirolo. In tale ruolo fu a capo delle truppe di difesa del Tirolo organizzate e raggruppate dal generale Rohr già a partire dall'agosto 1914 nella cosiddetta "linea di resistenza tirolese" (in tedesco Tiroler Widerstandslinie). Con l'entrata in guerra dell'Italia nel maggio 1915 il comando territoriale del Tirolo passò al generale Viktor Dankl von Krasnik e Können-Horák fu messo a capo della 91ª Divisione fanteria schierata nel III settore del Rayon Tirolo, rinominato poi Rayon "Tirolo meridionale" che si estese dal Gruppo della Presanella e dell'Adamello attraverso le Giudicarie e la parte settentrionale del lago di Garda fin oltre la Valsugana nel Trentino odierno. Nel novembre 1915 la 91ª Divisione fu sciolta e Können-Horak assunse direttamente il comando del III settore.
Nella primavera 1916 organizzò la difesa delle forze austro-ungariche quando l'esercito italiano nell'aprile di quell'anno attaccò prima le linee a sud di Riva del Garda nella cosiddetta battaglia di Riva e poi tra fine aprile e inizio maggio quando gli Alpini sotto il comando del generale Alberto Cavaciocchi attaccarono nella zona dell'Adamello. Nel novembre 1916 fu promosso a Generale di fanteria.
Rimase al comando del Rayon Tirolo meridionale fino alla seconda metà del 1917 e non risparmiò a criticare fortemente i suoi subalterni quando questi ritardarono anche a causa dei difficili condizioni ambientali nella esecuzione dei suoi ordini come avviene per la mancata fortificazione della cima del Corno di Cavento.
Nell'agosto 1917 passò a capo del IX Corpo d'armata schierato sul fronte orientale che guidò solo per pochi mesi fino al suo scioglimento nell'ottobre 1917. Nello stesso anno ricevette anche il titolo di Geheimer Rat (in italiano consigliere segreto). Nel novembre 1917 fu assegnato a capo del XIX Corpo d'armata schierato nella Campagna di Albania. Nel luglio 1918 si ammalò gravemente e dovette lasciare il comando del XIX Corpo d'Armata.
Fu congedato dal servizio il 1º gennaio 1919. Nel dopoguerra fu presidente della sezione tirolese dell'Associazione nazionale combattenti e reduci austriaca (Tiroler Landes-Kameradschafts- und Kriegerbund). Morì nel 1938 a Vienna.

## Onorificenze
Fonte